# Kasteel Het Geudje
Kasteel Het Geudje (Limburgs ’t Gäötje (= het goedje)), ook wel Huis Hasselholt genaamd, is gelegen aan de rand van het Nederlands-Limburgse dorp Ohé en Laak in de gemeente Maasgouw.

## Geschiedenis en bewoners
De naam Hasselholt is afkomstig van de familie Hasselholt, die al in de 14e eeuw bezittingen had in Ohé en die het kasteeltje moet hebben laten bouwen. Dit was waarschijnlijk een vierkante (houten?) woontoren uit vakwerk geweest. Op 31 januari 1474 was Lambrecht Raets leenman van "een goet geheiten Hasselhoutsleen in den kerspel van Echt gelegen op gen Oe".

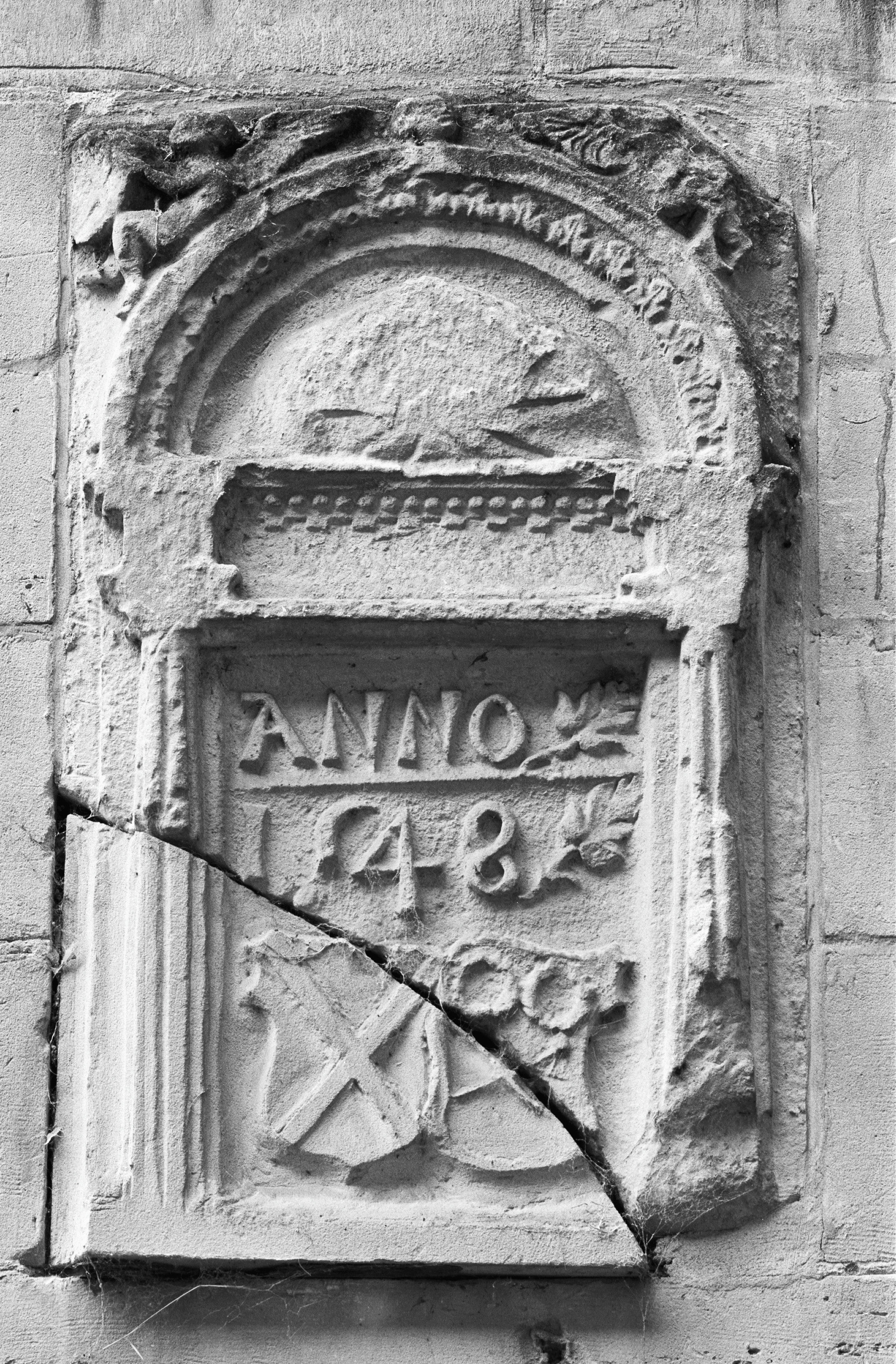
Wapensteen uit 1548 met de wapens van de families In der Horst en Hillen

Toen Catharina Hillen in 1544 huwde met Lodewijk in der Horst van het kasteel Hattem bij Roermond, had zij de voorkeur om op het platteland te gaan wonen en niet in het drukke Roermond. Daarom liet het echtpaar het kasteel bij Ohé bouwen, op de plaats van de woontoren. Het werd een luxueus en comfortabel buitenhuis. Het echtpaar liet het alliantiewapen aanbrengen in de gevel. In tweede instantie liet het echtpaar een traptoren toevoegen.
Hun kleindochter trouwde met ridder Harthard van Spee, de drossaard van Montfort. Hij zou het kasteel hebben uitgebreid met de noordvleugel. Zijn dochter, Elisabeth van Spee, trouwde met Johan van der Velden. In 1713 kwam het landgoed Hasselholt door huwelijk met Maria Theresia de Mouwens aan jonker Johan Harthardt von Holthausen. Op 5 augustus 1715 werd hij hier officieel mee beleend.
Tegen het midden van de 18e eeuw moet het huis behoorlijk vervallen geweest zijn. In de jaren 1760 verkocht de familie Holthuijsen het aan Willem van Laar, die het huis vooral voor agrarische doeleinden gebruikte. Rond 1777 vond een uitgebreide renovatie plaats. Hierbij werden de traptoren en de topgevel aan de hofzijde verwijderd en kreeg het kasteel hiervoor een schuin dak in de plaats.
Tegen het midden van de 20e eeuw was het kasteel in het bezit van de uit België afkomstige Leo Smets, die het erfde van de familie Vencken. Smets liet het na zijn dood na aan zijn zoon Mathieu Smets, burgemeester van Roosteren. Deze verkocht het eind mei 1969 aan baron Hans van Hövell tot Westerflier, stadsarchivaris van Roermond, en zijn vrouw Els Guljé. Zij lieten in 1970 een uitvoerige restauratie uitvoeren, waarbij de achtkantige toren werd gereconstrueerd. Van Hövell tot Westerflier overleed in 2009.

## Beschrijving

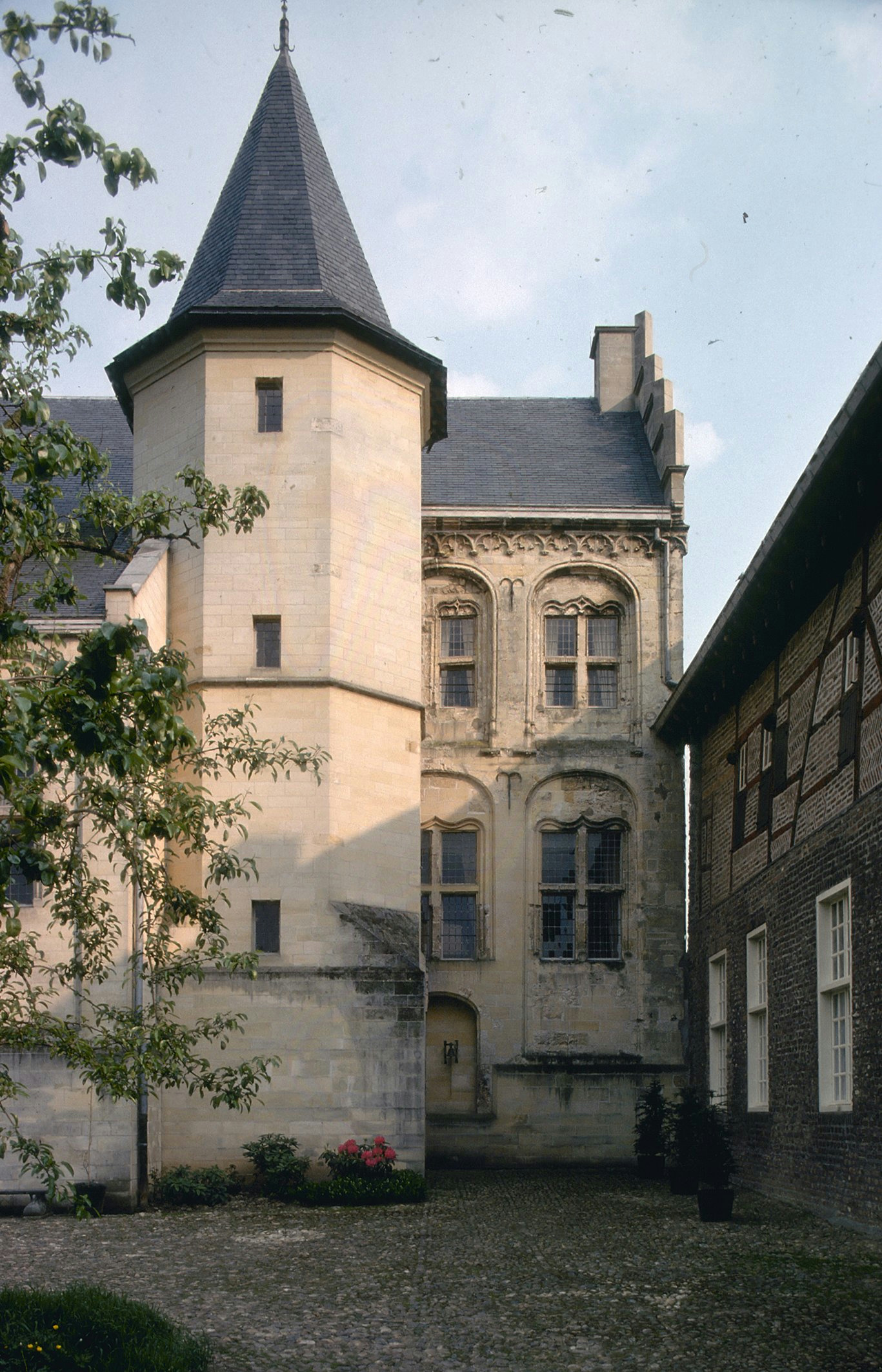
Achterzijde in 1978 met herstelde traptoren

Het kasteel bestaat uit een tweelaags hoofdgebouw met een lagere uitbouw aan de noordzijde en dit geheel is voorzien van een zadeldak op een netgewelf. Aansluitend op het hoofdgebouw en de uitbouw staat een achthoekige toren met torenspits. Het hoofdgebouw is opgetrokken uit mergelsteen en heeft aan beide uiteinden een trapgevel met overhoekse pinakels en laatgotische korfboognissen. Het vermoedelijke bouwjaar is 1548 getuige een gedateerd alliantiewapen van de bouwers van het kasteel. De zuidelijke bakstenen langsgevel in Maaslandse renaissance stijl draagt de jaartalankers 1651, het jaar waarin deze vermoedelijk is vernieuwd.
De toren is in 1972 gebouwd op de restanten van een woontoren die vóór de bouw van het kasteel op deze plek zou hebben gestaan. Opvallend zijn de hardstenen kruisvensters met hardstenen omlijsting en waarvan de horizontale banden door heel de muur lopen.
De haaks op het hoofdgebouw gelegen noordelijke vleugel is, volgens jaartalankers aan de oostzijde, in 1629 gebouwd. Deze vleugel heeft een vakwerkbovenbouw aan de zijde van de binnenplaats.
Het interieur van het kasteel heeft een 17e-eeuwse schouw met kariatiden en een 18e-eeuwse schoorsteenmantel met stucwerk.

## Lijst van eigenaren
De data tot 1813 zijn bij benadering.
- 1369 Reijner van Hasselholt
- 1381 Willem van Hasselholt
- 1419 Reijnolt van Hasselholt
- 1466 Willem van Hasselholt
- 1467 Thomas van Aldenhoven
- 1474 Lambrecht Raets
- 1510-1538 Lendrich in der Horst
- 1538-1580 Lodewijck in der Horst (zoon)
- 1583-1585 Jan in der Horst (zoon)
- 1620-1632 Hartart van Spee (trouwde Elisabeth in der Horst, dochter van vorige)
- 1637-1647 Antoine Olimar (trouwde Catharina van Spee, dochter van vorigen)
- 1647-1677 Johannes van der Velden (trouwde Elisabeth van Spee, zus van Catharina van Spee)
- 1677-1697 Guillelmus de Mouwens (trouwde Maria van der Velden, dochter van vorigen)
- 1697-1730 Johan Hattard von Holthausen (trouwde Maria de Mouwens, dochter van vorigen)
- 1737-1765 Arnold van Holthuijsen (zoon)
- 1765-1813 Willem van Laar (aankoop van vorige)
- 1813-1844 Sevrijn van Laar (zoon; overl. 1813) en Catharina Mintgens (overl. 1844)
- 1844-1883 Maria Ida van Laar (dochter)
- 1883-1902 Maria Catharina Canoy (dochter)
- 1902-1948 Leontine Vencken (dochter), trouwde Leo Smets
- 1948-1969 Mathieu Smets (zoon)
- 1969-2009 Hans van Hövell tot Westerflier (aankoop van vorige)

Aerwinkel · Kasteel Afferden · Aldt Huys · Aldenborgh · Kasteel Aldenghoor · Aldenhoven · Alte Burg · Kasteel Amstenrade · Slot Annendael · Kasteel Arcen · Baersdonck · Bakvliet · Baronsberg · Baxhof · Beegden ·  Benzenrade · Kasteel De Berckt · Kasteel Bethlehem · Beusdaelshof · Binsfeld · Huis Blankenberg · Kasteel Bleijenbeek · Blitterswijck · Boerlo · Bolberg · Bollenberg · Kasteel De Bongard · Borggraaf · Kasteel d'Erp · Kasteel Borggraaf · Kasteel Borgharen · Kasteel Born · Huis Bree · Breust · Kasteel Broekhuizen · Broekhuizen · Gracht Burggraaf · Kasteel De Burght · Kasteel Cartils · Cloppenburg (Oost-Maarland) · Kasteel Cortenbach · Huis De Dael · Dammerscheid · Kasteel De Bockenhof · De Donck (Sevenum) · De Donck (Swolgen) · De Dorth ·  Huis ten Dijcken · Kasteel Doenrade · De Doom · Douve · Douvenrade · De Dries · Kasteel Erenstein · Kasteel Eijsden · Eijsden · Einrade · Kasteel Elsloo · Ensenbroek · Eperhuis · Etzenraderhuuske · Exaten · Kasteel Eijckholt · Kasteel Eyckholt · Eys · Gastendonck · Kasteel Genbroek · Gebroken Slot · Kasteel Geijsteren · Kasteel Op Genhoes · Kasteel Genhoes · Genneperhuis · Kasteel Het Geudje · Kasteel Geulle · Kasteel Geusselt · Geijsteren · Gen Heck · Ghoor · Kasteel Goedenraad · Kasteel Grasbroek · Kasteel Groenendaal · Groethof · Groot Paarlo · Kasteel van Gronsveld · De Gun ·Kasteel Haeren · Kasteel Den Halder · Heerlaer · Heeze · Heijen · 's-Herenanstel · Kasteel Hillenraad · Kasteel Hoensbroek · Hoenshuis · Holstrate · Holtmühle · Huize Holtum · Kasteel Horn · De Horst · Huys ter Horst · Ten Hove (Grathem) · Ten Hove (Panningen) · Huis Brias · Huis Darth ·  Kasteel Hurpesch · Kasteel Sint-Jansgeleen · Kasteel Jerusalem · Kasteel Kaldenbroek · Den Kamp · Kasteel Karsveld · Kasteel Keverberg · Klein Paarlo · Klimmender Huuske · De Kolck · Koppelberg · Laar · Landsfort · Kasteel Lemiers · Kasteelruïne Lichtenberg · Kasteel Limbricht · Lonesteyn · Huize Lovendael · Mazenburg · Kasteel van Meerlo · Kasteel Meerssenhoven · Meezenbroek · Kasteel van Mheer · Middelaar · Kasteel Millen · Kasteel Montfort · Movert · Mulrode · De Munt · Château Neercanne · Kasteel Neubourg · Nienghoor · Huis Nierhoven · Kasteel Nieuwenbroeck · Nije Huys · Kasteel Nijenborgh · Kasteel Nijswiller · Nijthuysen · Kasteel Obbicht · Oedenrade · Kasteel Ooijen · Kasteel Oost (Valkenburg) · Kasteel Oost (Oost-Maarland) · Kasteel Ouborg · Overen · Kasteel Passarts-Nieuwenhagen · Prickenis · Prinsenhof · Puth · De Putting · Raath · De Raay · Ravenhof · Kasteel Reijmersbeek · Kasteel van Rijckholt · Kasteel Rivieren · Rodenbroek · Rosendaal · Kasteel Schaesberg · Kasteel Schaloen · Te Scharen · Schenkenburg · Kasteel Scheres · De Spijker (Geijsteren) · De Spijker (Leeuwen) · Huis Severen · Sibberhuuske · Château St. Gerlach · Spraland · Huis De Spyker · Huize Stalberg · Stalberg (Wellerlooi) · De Steeg · Kasteel Stein · Steinhagen · Steenen Huis · Stoel van Swentibold · Strijthagen (Landgraaf) · Strijthagen (Welten) · Struyver · Kasteel Terborgh · Terlinden (Wijnandsrade) · Terveurdt · Ter Weyer · Kasteel Ter Worm · De Tombe · Huis De Torentjes · Triest · Trippaert · Kasteel Vaalsbroek · Kasteel Vaeshartelt · Valkenburg · Vliek · De Vroenhof · Vrijburg · Kasteel Wambach · Warenberg · Well · Weyershof ·  Wijlre · Kasteel Wijnandsrade · Wijnandsrade · Wijnantshof · Wissegracht · Huize Witham · Kasteel Wittem · Wolfrath · Wylre